# Midway Games
A Midway Games Inc. foi uma desenvolvedora e publicadora norte-americana de jogos eletrônicos que era sediada em Chicago, Illinois. Foi fundada em 1958 sob o nome de Midway Manufacturing, sendo mais conhecida pela criação das franquias Mortal Kombat, Rampage, Spy Hunter, NBA Jam, Cruis'n e NFL Blitz, e por publicar os populares jogos Space Invaders e Pac-Man nos Estados Unidos.

## História
A Midway começou em 1958 como uma produtora independente de produtos de diversão. Ela foi comprada por Bally em 1969. Depois de alguns anos fazendo jogos de boliche e de faroeste, a Midway se tornou em 1973 uma das primeiras produtoras de jogos de arcade dos EUA oficiais. Por volta dos anos 70, a Midway era bem próxima de outra empresa de video games japonesa chamada Taito, com as duas empresas regularmente licenciando seus jogos entre si para distrubuição em seus respectivos países.
Midway entrou para o mercado consumidor em 1977 lançando a "Barry Home Library Computer"; o único sistema domiciliar que foi criado pela Midway.
O verdadeiro sucesso da empresa veio em 1978, com o licenciamento e distribuição do jogo de arcade Space Invaders na América. Este por sua vez teve o sucesso precedido pela versão clássica da Namco, Pac-Man (1980). Ms Pac-Man (1981) seguiu, se tornando o jogo de arcade de maior sucesso já visto.
Em 1981, Bally misturou sua divisão de pinball com a Midway para formar a divisão Bally/Midway Manufacturing. Três títulos foram lançados neste ano: Solar Fox, Lazarian e Satan's Hollow, que foram os primeiros jogos da Bally/Midway. De meados de 1970 até meados de 1980 a Midway estava liderando a produção de video games de arcade nos EUA.
A divisão da Bally/Midway foi comprada em 1988 pela companhia de arcade e pinball Williams Eletronics Games atrás da sua seguradora WMS Industries Inc. A aquisição pela WMS marcou o fim da Midway original, mas ela revestia a maioria dos empregados da Midway R&D. A Midway moveu sua empresa do Franklin Park, Illinois para a empresa da Williams em Chicago e a WMS estabeleceu em 1988 a nova (e atual) companhia da Midway como uma Delaware Corporation. A WMS também obteve o direito de usar a marca "Bally" para seus jogos de pinball desde que o próprio Bally deixou completamente a indústria de arcades/pinball para se focar em cassinos e slot machines.
Sobre a liderança da WMS, a Midway inicialmente continuou a produzir jogos de arcade sobre o rótulo da Bally/Midway enquanto produziam mesas de pinball com a marca "Bally". Em 1991, entretanto, a Midway absorveu a divisão de video games da Williams e começou a produzir jogos sobre seu próprio nome novamente (sem a parte do "Bally"). Mais tarde em 1996, a WMS também comprou a Time-Warner Interactive, que incluía a Atari Games, parte integrante da gigantesca Atari. 1996 também foi o ano que a Midway mudou o nome de sua corporação original Midway Manufacturing Company para Midway Games Inc devido a sua entrada no mercado de video games domiciliares. A divisão original de arcade da companhia se tornou a Midway Amusement Games e nova divisão foi conhecida como a Midway Home Entertainment.
Em 1998, a Midway foi vendida pela WMS para seus accionistas, fazendo a Midway independente pela primeira vez depois de quase 30 anos. Midway manteve a Atari Games; depois reinteirou alguns chefes executivos da WMS e continuaram trabalhando mutuamente com a WMS por mais alguns anos. Uma vez que a Midway não tinha nenhum traço com a WMS e terminou todos os acordos com a mesma, a Midway seguiu em frente; deixou a indústria de pinball para se concentrarem em video games. Em janeiro de 2000 a Midway mudou o nome de sua subsidiária Atari Games para Midway Games West para impedir confusão com a outra companhia de Atari, então possuída pela Hasbro Interactive.
A Midway se encontrou em problemas difíceis de falência no começo de 2000. Em junho de 2001, a companhia fechou sua divisão de arcade devido a perdas de finanças. Em fevereiro de 2003, a Midway também fechou sua subsidiária Midway Games West Psi-Ops: The Mindgate Conspiracy, colocando um fim no que restava da Atari original. Em outubro de 2003 a Midway disse que esperava ver uma perda de US$ 100 milhões em 2003, nas vendas de algo próximo ao mesmo valor.
Em 2004 a Midway começou um novo estúdio de desenvolvimento de video games que "fortaleceria nossa equipe de produto interno e reforçaria nossa habilidade de fazer jogos de alta qualidade" (Do Relatório Trimestral da Midway em maio de 2005). Em abril de 2004, a Midway adquiriu a Surreal Software de Seattle, Washington. Em outubro de 2004 eles adquiriram também a Inevitable Entertainment de Austin, Texas (agora conhecida como Midway-Austin). Em dezembro de 2004 eles adquiriram a Paradox Development de Moorpark, California.
Em 4 de agosto de 2005 a empresa adquiriu a Ratbag. O estúdio foi renomeado Midway Studios-Australia, entretanto é ainda conhecida pela maioria das pessoas como Ratbag. Quatro meses depois, em 13 de dezembro, a Midway anunciou a seus empregados que estariam fechando o estúdio, deixando-os sem trabalho. Dois dias depois no dia 15 o estúdio foi fechado e permanece vazio.
Em 2006 a Midway Games está sob batalha legal com a Mindshadow Entertainment pelos direitos do jogo Psi-Ops. De acordo com o site oficial da empresa (mindshadowonline.com) a Midway Games plagiou a história de Psi-Ops de seu website original chamado Area 23.
Em 2009 a empresa se encontra em estado de Falência